# ギャラリア百貨店
ギャラリア百貨店（ギャラリアひゃっかてん）は大韓民国に5店舗あるハンファグループの百貨店チェーン。運営はハンファギャラリア株式会社。

## 歴史
- 1975年:漢陽ストア汝矣店を開店。
- 1976年:漢陽スーパーを設立。
- 1979年9月:漢陽ショッピングセンター永東店(現ギャラリア名品館WEST)を開店。
- 1989年9月:ハンファ百貨店天安店を開店。
- 1990年9月:漢陽ショッピングセンター永東店をギャラリアファッション館に、パルコをギャラリア名品館として再開店。
- 1995年8月:ハンファ百貨店水原店(現ギャラリア百貨店水原店)を開店。
- 1997年:デパート全店のブランドを「ギャラリア」に統合。
- 2021年4月:運営会社だったハンファギャラリアがハンファソリューションズに吸収合併。
- 2023年3月:ハンファソリューションズの百貨店事業を再分割

## 店舗
- 名品館

1979年9月開店。
- ギャラリアタイムワールド店（大田屯山店）

1997年9月、東洋百貨店冬柏タイムワールドと言う名称で開店。2000年にギャラリアに買収されたものの、直営店ではなく現地法人のハンファギャラリアタイムワールドが運営。
- センターシティ店(天安店)

2010年12月、天安店を天安牙山駅近くに移転して開店。
- 晋州店

2007年8月、マーレ第百貨店を買収し開店。
- 光教店

2020年3月、水原店の新規移転先として光教中央駅の近くに開店。

### かつてあった店舗
- 蚕室店

1987年開店。1999年に閉店し、跡地にはギャラリアパレスという複合ビルが建っている。
- 天安店

1989年9月開店。2010年12月、天安牙山駅近くに移転して閉店。
- コンコース（ソウル駅店）

2003年12月開店。2012年12月に閉店し、ロッテアウトレットとなった。
- 冬柏店(大田中央路店)

2013年8月閉店。跡地には、2014年4月30日にNC百貨店大田中央路駅店が開店。
- 水原店

1995年8月、ハンファ百貨店という名称で開店。当初は6階の規模だったものの、ギャラリア百貨店と名称を変更した1997年に8階に増築。
当初は水原市内に光教店と両方運営する計画だったが、水原店の老朽化とギャラリア百貨店同士の競争激化懸念し、2020年1月23日に営業終了した。